# 西角友宏
西角 友宏（にしかど ともひろ、1944年3月31日 - ）は、日本のゲームデザイナー・ゲームクリエイター。株式会社タイトー アミューズメント開発部アドバイザー。株式会社ドリームス創業者・元会長。ゲーム保存協会名誉会員。
『スペースインベーダー』の生みの親として知られる。

## 経歴
大阪府岸和田市出身。東京電機大学工学部電気通信工学科卒業後、音響メーカーに就職。後に1969年にタイトーの子会社であるパシフィック工業に入社、吸収によりタイトーに移籍となっている。
元々、エレメカのエンジニアを務めていたが、『ポン』やCPUの存在を知った時「これからはゲームの度に部品を全て作り直すのでなく、集積回路のデータを書き換えるだけで、ゲームバランスの調整や新ゲームの作成が楽になる」というメリットを見抜いており、日本のアーケードビデオゲーム黎明期において、後述する傑作を何作も手がけた。
1996年退社、非常勤技術顧問を2年間務めると共に、有限会社ドリームスを設立。代表取締役のち会長を務めたのち退社。2024年現在タイトーのアドバイザーを務める。

## 主な作品
- スカイファイター (1970年、エレメカ)
- スカイファイターII (1971年、エレメカ)
- ボーダーライン (1972年、エレメカ)

- サッカー (1973年、AC)
  - 国産初のアーケードビデオゲームである。
- バスケットボール (1974年、AC)
- スピードレース (1974年)

- スピードレースデラックス (1975年)
- ウエスタンガン (1975年、AC)
- インターセプター (1976年、AC)
- スピードレースツイン (1976年、AC)
- フィスコ400 (1977年、AC)
- スーパースピードレース (1977年、AC)
- T.Tサッカー (1978年、エレメカ)
- スペースインベーダー (1978年、AC)

- スペースインベーダーパートII (1979年、AC)
- ルナレスキュー (1979年、AC)
- バルーンボンバー (1980年、AC)
- スペースサイクロン (1980年、AC)

一部のゲームは今もタイトーで保有されており、かつては「テレビゲームとデジタル科学展」など歴史展示系イベントの他、ゲームセンターHeyや、横濱はじめて物語にも設置された事があった。

## 関連文献
- FLORENT GORGES『スペースインベーダーを創った男 西角友宏に聞く』徳間書店、2018年、ISBN 978-4198645793
- 一橋大学イノベーション研究センター及び立命館大学ゲーム研究センターによるオーラルヒストリー（聞き手：生稲史彦、井上明人、江藤 学、福田一史、金東勲、木村 めぐみ、中村 彰憲、鴫原 盛之、清水洋、山口 翔太郎）
  - 西角友宏第1回インタビュー前半：中学時代までの生い立ち. 2018.
  - 西角友宏第1回インタビュー後半：高校時代からパシフィック工業への入社まで. 2018.
  - 西角友宏第2回インタビュー前半：「スカイファイター」の開発. 2018.
  - 西角友宏第2回インタビュー後半：メカゲームからビデオゲームへ. 2018.
  - 西角友宏第3回インタビュー前半：「スペースインベーダー」開発の経緯. 2018.
  - 西角友宏第3回インタビュー後半：「スペースインベーダー」のゲームデザインとマーケティング. 2018.
  - 西角友宏第4回インタビュー前半：その後のゲーム開発. 2018.
  - 西角友宏第4回インタビュー後半：コンシューマーゲームの開発と未来のゲームへの展望. 2018.